# Şekip Engineri
Hüseyin Şekip Engineri (ur. w 1902 w Konstantynopolu, zm. 12 stycznia 1979) – turecki lekkoatleta, olimpijczyk.
Wystąpił na Letnich Igrzyskach Olimpijskich 1924 w jednej konkurencji – biegu na 100 m. Zajął ostatnie 6. miejsce w biegu eliminacyjnym nr 14 (czas nieznany), nie awansując do dalszej części zawodów. Zgłoszony był także do startu w sztafecie 4 × 100 m, jednak reprezentacja Turcji nie pojawiła się na starcie eliminacji.
Ukończył Robert College w Konstantynopolu (obecnie Stambuł). Był nauczycielem języka angielskiego, uczył m.in. İsmeta İnönü – drugiego prezydenta Turcji.
Rekord życiowy w biegu na 100 m – 11,6 (1922).